# William Grose
Pour les articles homonymes, voir Grose.
William Grose (16 décembre 1812 - 30 juillet 1900) est un avocat, homme politique, auteur, et brigadier général dans l'armée de l'Union pendant la guerre de Sécession. Il sert dans de nombreuses campagnes et batailles du théâtre occidental, gagnant la réputation d'être « toujours vu là où les balles volent en grand nombre ».

## Avant la guerre
Grose naît à Dayton, dans l'Ohio, dans une famille avec de forts liens militaires. Son père a servi dans l'armée des États-Unis sous les ordres de William Henry Harrison contre l'armée britannique lors de la guerre de 1812 et son grand-père Jacob Grose a été tué lors de la révolution américaine. Au printemps de 1813, la famille de Grose déménage pour le comté de Fayette, dans l'Indiana, puis dans le comté de Henry en 1829. Il travaille quand il est jeune en tant qu'ouvrier agricole et dans une briqueterie locale.
Il étudie le droit à New Castle, dans l'Indiana, où il vit pendant le reste de sa vie. Il réussit l'examen du barreau en 1842 et crée avec succès un cabinet d'avocat et, est candidat malheureux au congrès des États-Unis en 1852 en tant que démocrate. Changeant de parti politique, en 1856, il est délégué à la convention nationale républicaine, soutenant la candidature malheureuse de John C. Fremont à la présidence des États-Unis. Il est élu en 1860 en tant que juge de cour des plaids communs locale.

## Guerre de Sécession
Avec le déclenchement de la guerre de Sécession, il est nommé colonel du 36th Indiana Infantry en octobre 1861, un régiment qu'il recrute et forme. Il dirige le régiment au cours de la bataille de Shiloh, où son cheval est abattu sous lui et il est légèrement blessé à l'épaule. Peu de temps après, il remplace le brigadier général blessé Jacob Ammen au commandement d'une brigade d'infanterie dans l'armée du Cumberland, sous les ordres du major général Don Carlos Buell. Il participe à de nombreuses campagnes et batailles, y compris la poursuite de l'armée de Braxton Bragg lors de la campagne du Kentucky, ayant un autre cheval tué lors de la bataille de Stones River.
En 1863, il combat lors de la campagne de Tullahoma et la bataille de Chickamauga, où il est blessé au cou. Lui et ses hommes font une bonne prestation au cours de la campagne de Chattanooga à la fin de 1863, en prenant part à l'assaut de Lookout Mountain et reçoit des éloges dans les rapports officiels de la bataille.
L'année suivante, Grose conduit sa brigade lors de la campagne d'Atlanta sous les ordres de William T. Sherman. Pendant le siège d'Atlanta en juillet 1864, il est nommé brigadier-général des volontaires des États-Unis. Il commande une brigade de la division du major général Nathan Kimball dans le IVe corps du major Thomas J. Wood. Grose accompagne l'armée du Tennessee vers le nord à la poursuite de John Bell Hood et combat lors de la campagne de Franklin-Nashville, où l'armée de Hood est quasiment détruite. Il est breveté major général en août 1865, tout en servant à un service administratif dans une cour martiale d'un autre officier.

## Après la guerre
Après la guerre, Grose reste dans l'armée régulière pendant un an, puis démissionne en janvier 1866. Il retourne à New Castle, dans l'Indiana, et reprend sa pratique du droit. Le président Andrew Johnson le nomme collecteur des taxes intérieures de sa région, un poste qu'il occupe jusqu'en 1874.
Intéressé par l'amélioration sociale, Grose prend un poste dans la commission de  l'Indiana qui supervise la construction d'hôpitaux psychiatriques. En 1878, il est battu à une faible majorité pour une candidature à un siège au congrès. En 1887, Grose revient à la vie politique, réussissant à faire campagne pour un siège au sénat de l'État de l'Indiana. En 1891, il est l'auteur de l'histoire régimentaire du 36th Indiana Infantry et participe activement à ses réunions d'anciens combattants.
Grose meurt à l'âge de 87 ans dans sa maison de New Castle, dans l'Indiana, et est enterré dans le cimetière de South Mound.
La  maison du général William Grose à New Castle est le siège de la société historique du comté de Henry et est ouverte au public.